# Aleksa Šantić
Aleksa Šantić (srbska cirilica: Алекса Шантић; 27. maj 1868 – 2. februar 1924), pesnik. Šantić, ki je bil hercegovski Srb, se je lotil pisanja tradicionalnih bosanskih ljubezenskih balad svedalink. Njegova poezija odraža tako urbano kulturo regije in naraščajočo nacionalno zavest. Najpogostejše teme njegovih pesmi so družbena krivica, nostalgična ljubezen, trpljenje srbskega naroda in enotnost južnih Slovanov. Bil je urednik revije Zora (1896-1901). Šantić je bil eden izmed vodij srbskega literarnega in narodnega gibanja v Mostarju. Leta 1914 je Šantić postal član Srbske kraljeve akademije.